# Liste der Orte im Landkreis Ravensburg/Alphabetische Liste/R–Z
Diese Teilliste der Liste der Orte im Landkreis Ravensburg listet die geographisch getrennten Orte im Landkreis Ravensburg in alphabetischer Reihenfolge.

## Alphabetische Liste
In Fettschrift erscheinen die Orte, die namengebend für die Gemeinde sind, in Kursivschrift Einzelhäuser, Häusergruppen, Burgen, Schlösser und Höfe. Zusätzliche bestehende kleine Orte nach der Quelle www.leo-bw.de werden dort in aller Regel nicht wie in der Listengrundlage nach Weiler/Siedlung/Wohnplatz usw. differenziert, sondern einheitlich als Wohnplatz klassifiziert, dieser Ortsteiltyp wird hier entsprechend kursiviert übernommen.
| - Ragenreute zu Eichstegen - Raggen zu Leutkirch im Allgäu - Rahlen zu Ravensburg - Rahmhaus zu Kißlegg - Raihen zu Bodnegg - Rain zu Isny im Allgäu - Rain zu Kißlegg - Rain zu Baienfurt - Rainpadent zu Baienfurt - Ramsee zu Berg - Ramsenhof zu Ebersbach-Musbach - Rangen zu Isny im Allgäu - Rangenhalden zu Isny im Allgäu - Rank zu Aitrach - Rankenbühl zu Achberg - Rankwirt zu Aulendorf - Rappenhaus(hof) zu Ravensburg - Rast zu Rast - Rasthalde zu Ravensburg - Rasthalde zu Ravensburg - Ratzenburg zu Unterwaldhausen - Ratzenhaus zu Amtzell - Ratzenhofen zu Isny im Allgäu - Ratzenreute zu Hoßkirch - Ratzenried zu Argenbühl - Ravensburg - Rechenmacher zu Argenbühl - Reckendürren zu Vogt - Regnitz zu Achberg - Rehmen zu Argenbühl - Rehmen zu Wangen im Allgäu - Reibeisen zu Amtzell - Reich zu Bad Wurzach - Reich zu Vogt - Reichenhofen zu Leutkirch im Allgäu - Reichermoos zu Waldburg - Reichertshaus zu Bad Waldsee - Reinstein zu Bad Wurzach - Reipertshofen zu Kißlegg - Reischach zu Leutkirch im Allgäu - Reischmann zu Wangen im Allgäu - Reishaufen zu Baindt - Reishof zu Horgenzell - Remete zu Horgenzell - Remisberger zu Bad Wurzach - Rempen zu Wangen im Allgäu - Rempertshofen zu Kißlegg - Remprechts zu Wangen im Allgäu - Renauer zu Ravensburg - Rengers zu Isny im Allgäu - Rettisweiler zu Bad Wurzach - Reuschen zu Argenbühl - Reute zu Eichstegen - Reute zu Argenbühl, Teilort Eglofs - Reute zu Argenbühl, Teilort Ratzenried - Reute zu Bad Waldsee - Reute zu Bad Wurzach - Reute zu Waldburg - Reute zu Kißlegg - Reute zu Kißlegg - Reute zu Vogt - Reute zu Wangen im Allgäu - Reute zu Amtzell - Reute zu Wilhelmsdorf - Reute bei Fronhofen zu Fronreute - Reute bei Oberzell zu Ravensburg - Reute bei Taldorf zu Ravensburg - Reutenen zu Argenbühl - Reutstock zu Wangen im Allgäu - Rhein zu Wangen im Allgäu - Richlisreute zu Schlier - Ried zu Ebersbach-Musbach - Ried zu Argenbühl - Ried zu Fronreute - Ried zu Waldburg - Ried zu Isny im Allgäu - Ried zu Kißlegg - Ried zu Wangen im Allgäu - Riedacker zu Isny im Allgäu - Rieden zu Aichstetten - Riedhausen - Riedhof zu Bergatreute - Riedhof zu Wangen im Allgäu - Riedhof zu Wilhelmsdorf - Riedhöfe zu Bad Wurzach - Riedlesmühle zu Leutkirch im Allgäu - Riedlings zu Leutkirch im Allgäu - Riedmühle zu Bad Waldsee - Riedschmiede zu Bad Wurzach - Riedsenn zu Baindt - Riefen zu Wangen im Allgäu - Riehlings zu Kißlegg - Riehlingshöhe zu Kißlegg - Riesen(hof) zu Ravensburg - Riesers zu Argenbühl - Rimmeldingen zu Leutkirch im Allgäu - Rimmersberg zu Wilhelmsdorf - Rimpach zu Leutkirch im Allgäu - Ringenhausen zu Horgenzell - Ringers zu Bad Waldsee - Ringgenweiler zu Horgenzell - Rinnebühl zu Leutkirch im Allgäu - Rippoldshofen zu Bad Wurzach - Ritteln zu Grünkraut - Röckenberg zu Wangen im Allgäu - Roggenacker zu Bodnegg - Roggenzell zu Wangen im Allgäu - Rohr zu Bad Wurzach - Rohrbach zu Bad Wurzach - Rohrdorf zu Isny im Allgäu - Röhren zu Aulendorf - Röhrenmoos zu Wangen im Allgäu - Rohrmoos zu Argenbühl - Rohrmoos zu Vogt - Rohrweiher zu Wangen im Allgäu - Rohrwies zu Isny im Allgäu - Rolgenmoos zu Horgenzell - Rommetsreute zu Wilhelmsdorf - Röschen zu Aulendorf - Rosenharz zu Bodnegg - Rosenhäusle zu Berg - Rosis zu Argenbühl - Rößler zu Grünkraut - Rößler zu Schlier - Rosswinkel zu Leutkirch im Allgäu - Rostall zu Leutkirch im Allgäu - Rotachmühle zu Wilhelmsdorf - Rotachsäge zu Wilhelmsdorf - Rotegg zu Bad Wurzach - Rötelnberg zu Bad Wurzach - Roten zu Argenbühl - Roten zu Wangen im Allgäu - Rotenbach zu Isny im Allgäu - Rotenbach zu Wolfegg - Rötenbach zu Wolfegg - Rötenbach zu Horgenzell - Rotenburg zu Waldburg - Rotengrund zu Aitrach - Rotenhäusler zu Bad Wurzach - Rotes zu Bad Wurzach - Rothaus zu Vogt - Rothäusle zu Aulendorf - Rotheidlen zu Bodnegg - Rotis zu Leutkirch im Allgäu - Rötsee zu Kißlegg - Rudharts zu Argenbühl - Rudishof zu Kißlegg - Rugetsweiler zu Aulendorf - Ruggen zu Vogt - Ruhmaier zu Amtzell - Rumpelmühle zu Bad Wurzach - Rupprechts zu Bad Wurzach - Rupprechts zu Bad Wurzach - Ruprechtsbruck zu Fronreute - Rußmaier zu Horgenzell - Ruzenweiler zu Wangen im Allgäu - Saamen zu Wangen im Allgäu - Sackhof zu Leutkirch im Allgäu - Sackmühle zu Leutkirch im Allgäu - Sägenweiher zu Argenbühl - Sägewerk Schwarzenbach zu Boms - Sailerle zu Bad Wurzach - Sailers zu Wolfegg - Sailers zu Wangen im Allgäu - Samgraben zu Bad Wurzach - Samhof zu Kißlegg - Samhof zu Wolfegg - Sandhaus zu Hoßkirch - Sandraz zu Argenbühl - Sattel zu Wangen im Allgäu - Sattelbach zu Horgenzell - Sattler zu Bad Wurzach - Sausenwind zu Waldburg - Schachen zu Argenbühl - Schachen zu Kißlegg - Schachen zu Leutkirch im Allgäu - Schachen zu Baindt - Schachen zu Wolfegg - Schachen zu Horgenzell - Schachenmühle zu Wolfegg - Schadenhof zu Leutkirch im Allgäu - Schäferhaus zu Kißlegg - Schafhof zu Wolfegg - Schafmeier zu Waldburg - Schandhäuser zu Bad Wurzach - Schapfen zu Leutkirch im Allgäu - Schattbuch zu Schlier - Schattbuch zu Amtzell - Schattenbauer zu Kißlegg - Schaufel zu Ravensburg - Schaulings zu Argenbühl - Schauwies zu Wangen im Allgäu - Scheiben zu Kißlegg - Scheibenhof zu Achberg - Schellenberg zu Bad Waldsee - Schidel zu Isny im Allgäu - Schillerhalde zu Wangen im Allgäu - Schindbühl zu Kißlegg - Schindelbach zu Aulendorf - Schirings zu Amtzell - Schlachters zu Wangen im Allgäu - Schlatt zu Argenbühl - Schlegel zu Ravensburg - Schlegel zu Amtzell - Schlegelsberg zu Wolfegg - Schleife zu Waldburg - Schleiferhaus zu Grünkraut - Schleifertobel zu Isny im Allgäu - Schlesis zu Bad Wurzach - Schletteralm zu Isny im Allgäu - Schliechten zu Argenbühl - Schlier - Schließlang zu Isny im Allgäu - Schloß Zeil zu Leutkirch im Allgäu - Schlößle zu Isny im Allgäu - Schlößle zu Amtzell - Schlotten zu Horgenzell - Schlupfen zu Bad Waldsee - Schlupfen zu Fronreute - Schmalegg zu Ravensburg - Schmalholz zu Wangen im Allgäu - Schmalzgrub zu Ravensburg - Schmalzhafen zu Horgenzell - Schmidberg zu Wangen im Allgäu - Schmiddis zu Aitrach - Schmidhäusen zu Bodnegg - Schmidsfelden zu Leutkirch im Allgäu - Schmitten zu Bodnegg - Schmitten zu Amtzell - Schmucker zu Ravensburg - Schnabelau zu Amtzell - Schnaggenberg zu Aitrach - Schnaidhöfe zu Unterwaldhausen - Schnaidt zu Argenbühl - Schnaidthöfle zu Argenbühl - Schneebauer zu Isny im Allgäu - Schneider zu Bad Wurzach - Schneidermändle zu Bad Wurzach - Schneller zu Kißlegg - Schneris zu Horgenzell - Schnetzen zu Berg - Schnitzers zu Bad Wurzach - Schoberhof zu Aichstetten - Schöllhorn zu Bad Wurzach - Schöllhorn zu Kißlegg - Schöllhorners zu Bad Wurzach - Schomburg zu Wangen im Allgäu - Schönberg zu Bodnegg - Schönbuch zu Bad Wurzach - Schönenberg zu Argenbühl - Schönenberg zu Kißlegg - Schönenbühl zu Leutkirch im Allgäu - Schorniggelhäuser zu Leutkirch im Allgäu - Schorniggelhöfe zu Leutkirch im Allgäu - Schornreute zu Kißlegg - Schorren zu Kißlegg - Schrading zu Bodnegg - Schreckensee zu Fronreute - Schregsberg zu Grünkraut - Schreiner zu Bad Wurzach - Schreinermann zu Bad Wurzach - Schuhjoggens zu Bad Wurzach - Schuhmacher zu Bad Wurzach - Schuhmacher zu Leutkirch im Allgäu - Schuhmacher zu Ravensburg - Schuhmachers zu Bad Wurzach - Schulhaus Bühl zu Argenbühl - Schuppen zu Argenbühl - Schuppenberg zu Wangen im Allgäu - Schuppis zu Amtzell - Schurtannen zu Kißlegg - Schussentobel zu Bad Waldsee - Schussentobel zu Wolpertswende - Schwabenhof (Schwabenbauer) zu Argenbühl - Schwaldhof zu Bad Wurzach - Schwanden zu Isny im Allgäu - Schwärzach zu Ravensburg - Schwarzen zu Argenbühl - Schwarzen zu Isny im Allgäu - Schwarzenbach zu Boms - Schwarzenbach zu Wangen im Allgäu - Schwarzensteig zu Ravensburg - Schwarzhäusle zu Horgenzell - Schwedistobel zu Horgenzell - Schweinberg zu Wangen im Allgäu - Schweinebach zu Isny im Allgäu - Schwemme zu Ebersbach-Musbach - Schwende zu Bad Wurzach - Schwenden zu Argenbühl - Schwenden zu Kißlegg - Schwinders zu Argenbühl - Sebastianssaul zu Leutkirch im Allgäu - Sechshöf zu Argenbühl - Sederlitz zu Ravensburg - Seeden zu Bad Waldsee - Seehalden (Rudolfsegg) zu Argenbühl - Seers zu Bodnegg - Segelbach zu Wolpertswende - Segner zu Ravensburg - Seibranz zu Bad Wurzach - Seibranzer Ösch zu Bad Wurzach - Semmersteig zu Argenbühl - Sennalpe zu Isny im Allgäu - Seppersburg zu Kißlegg - Siberatsweiler zu Achberg - Sickenried zu Ravensburg - Sieberatsreute zu Waldburg - Siebertsweiler zu Argenbühl - Siegenwieden zu Bergatreute - Sießen zu Horgenzell - Siggen zu Argenbühl - Siggen zu Kißlegg - Siggenhaus zu Wangen im Allgäu - Siggenreute zu Achberg - Siglisberg zu Amtzell - Sigmanns zu Wangen im Allgäu - Sigmarshofen zu Grünkraut - Sigratshofen zu Kißlegg - Simmerberg zu Isny im Allgäu - Singenberg zu Amtzell - Sinzen zu Isny im Allgäu - Söffleshof zu Argenbühl - Solben zu Bad Wurzach - Söldenhorn zu Bad Wurzach - Sommers zu Bergatreute - Sommers zu Wangen im Allgäu - Sommersbach zu Isny im Allgäu - Sommersbacher Mühle zu Isny im Allgäu - Sommershalden zu Kißlegg - Sommershub zu Bodnegg - Sommersried zu Kißlegg - Sommerstall zu Aichstetten - Sonnenberg zu Bad Wurzach - Sonnenhalde zu Leutkirch im Allgäu - Sonntagen zu Berg - Sonthäusen zu Bodnegg - Sontheim zu Bad Wurzach - Sonthofen zu Leutkirch im Allgäu - Sorreite zu Wangen im Allgäu - Spamannshof zu Kißlegg - Späten zu Bad Waldsee - Spechtshof zu Leutkirch im Allgäu - Speck zu Wolfegg - Speckenloch zu Leutkirch im Allgäu - Spehner zu Vogt - Spiegelhaus zu Wangen im Allgäu - Spiegler zu Aulendorf - Spießberg zu Amtzell - Spinnenhirn (Bodnegg) zu Bodnegg - Spinnenhirn (Schlier) zu Schlier - Spitalhof zu Unterwaldhausen - Spitalhof zu Isny im Allgäu - Spitalriedhöfe zu Leutkirch im Allgäu - Spitzenrain zu Leutkirch im Allgäu - Sporer zu Bad Wurzach - St. Anna zu Kißlegg - St. Christina zu Ravensburg - St. Johann zu Aitrach - St. Leonhard zu Leutkirch im Allgäu - St. Quirin zu Bad Wurzach - St. Salvator zu Altshausen - St. Wolfgang zu Leutkirch im Allgäu - Stadel zu Bad Waldsee - Stadels zu Kißlegg - Stadels zu Wolfegg - Stadels zu Amtzell - Städlers zu Kißlegg - Stähleshof zu Kißlegg - Stählisbronn zu Bad Wurzach - Stahrenberg zu Amtzell - Staibshof zu Kißlegg - Staig zu Fronreute - Staig zu Grünkraut - Staig zu Isny im Allgäu - Staig zu Wolfegg - Staighaus zu Leutkirch im Allgäu - Stall zu Argenbühl - Stampfe zu Leutkirch im Allgäu - Stämpfle zu Wangen im Allgäu - Starkenhofen zu Bad Wurzach - Starkenhofer Einöden zu Bad Wurzach - Staudach zu Argenbühl - Stauden zu Berg - Staudenhof zu Fronreute - Steegen zu Aulendorf - Stegrot zu Leutkirch im Allgäu - Steibisberg zu Wangen im Allgäu - Steig zu Argenbühl - Steig zu Bad Wurzach - Steig zu Kißlegg - Steighof zu Kißlegg - Steinach zu Bad Waldsee - Steinach zu Amtzell - Steinacker zu Argenbühl - Steinberg zu Argenbühl - Steinberg zu Wangen im Allgäu - Steinenbach zu Aulendorf - Steinenberg zu Bad Waldsee - Steinenbruck zu Berg - Steinental zu Bad Wurzach - Steinhaus zu Bodnegg - Steinhaus zu Amtzell - Steinhausen zu Wolpertswende - Steinishaus zu Fronreute - Steinrausen zu Schlier - Steinwieshof zu Kißlegg - Steißen zu Wangen im Allgäu - Stelzenmühle zu Bad Wurzach - Stemmer zu Leutkirch im Allgäu - Stephansreute zu Königseggwald - Steppach zu Amtzell - Sterkshof zu Weingarten - Stibi zu Aitrach - Stieg zu Argenbühl - Stockach zu Isny im Allgäu - Stockacher Hof zu Isny im Allgäu - Stockbauren zu Aichstetten - Stocken zu Waldburg - Stocken zu Vogt - Stockenreute zu Horgenzell - Stocket zu Bad Wurzach - Stöcklis zu Baindt - Stöcklisberg zu Schlier - Stolzensee zu Kißlegg - Storeute zu Achberg - Storpenholz zu Bad Wurzach - Stoßler zu Bad Wurzach - Straß zu Argenbühl - Straß zu Kißlegg - Straß zu Berg - Straß zu Wangen im Allgäu - Straßburg zu Kißlegg - Strauben zu Ravensburg - Strietach zu Ravensburg - Strohdorf zu Wangen im Allgäu - Stroppel zu Wolpertswende - Stuben zu Altshausen - Stubers zu Bad Wurzach - Stuck zu Aichstetten - Stützenberg zu Wangen im Allgäu - Sulpach zu Baindt | - Tafern zu Wilhelmsdorf - Tal zu Argenbühl - Tal zu Bergatreute - Tal zu Bodnegg - Tal (Eglofstal) zu Argenbühl - Talacker zu Bad Wurzach - Taldorf zu Ravensburg - Talhof zu Leutkirch im Allgäu - Talmühle zu Bergatreute - Tannacker zu Grünkraut - Tannberg zu Amtzell - Tannebauer zu Bad Wurzach - Tanneck zu Bad Wurzach - Tannen zu Wolfegg - Tannerholz zu Waldburg - Tannhausen zu Aulendorf - Tannhöfe zu Leutkirch im Allgäu - Tannweiler zu Aulendorf - Tautenhofen zu Leutkirch im Allgäu - Tautenhofer Einöden zu Leutkirch im Allgäu - Tegernmoos zu Wangen im Allgäu - Tennenmoos zu Ravensburg - Tepfenhard zu Horgenzell - Teschen zu Bodnegg - Teufelsberg zu Horgenzell - Teufelsmühle zu Horgenzell - Teuringer zu Waldburg - Teuringer Hof zu Ravensburg - Teuses zu Bad Wurzach - Thomashof zu Argenbühl - Thomashof zu Wangen im Allgäu - Tiergarten zu Ebersbach-Musbach - Tiergarten zu Aulendorf - Tiergarten zu Berg - Tobel zu Bad Waldsee, Teilort Gaisbeuren - Tobel zu Bad Waldsee, Teilort Reute - Tobel zu Grünkraut - Tobel zu Bodnegg - Tobel zu Isny im Allgäu - Tobel zu Amtzell - Töbele zu Kißlegg - Töbele zu Baienfurt - Töbele zu Amtzell - Tobelhof zu Ebersbach-Musbach - Tobelhof zu Leutkirch im Allgäu - Tobelmühle zu Argenbühl - Tobelmühle zu Bad Wurzach - Toberazhofen zu Leutkirch im Allgäu - Tonis zu Bad Wurzach - Toracker Weidenhalden zu Isny im Allgäu - Torfwerk zu Wilhelmsdorf - Torkenweiler zu Ravensburg - Trauben zu Weingarten - Treherz zu Aitrach - Trifts zu Wangen im Allgäu - Trollenhof zu Wangen im Allgäu - Trollis zu Bad Wurzach - Truilz zu Bad Wurzach - Truschwende zu Bad Wurzach - Truschwende zu Bad Wurzach - Trutzenweiler zu Ravensburg - Übelhör zu Bad Wurzach - Übendorf zu Leutkirch im Allgäu - Überruh zu Isny im Allgäu - Ummenwinkel zu Ravensburg - Unger zu Argenbühl - Unger zu Isny im Allgäu - Unger zu Leutkirch im Allgäu - Ungerhaus zu Wangen im Allgäu - Unteraich zu Bodnegg - Unterankenreute zu Schlier - Unterau zu Amtzell - Unterbelzenhofen zu Berg - Unterberg zu Berg - Unterbuchhäusle zu Bad Wurzach - Unterbühel zu Amtzell - Unterburkhardshofen zu Leutkirch im Allgäu - Unteregg zu Wangen im Allgäu - Unterer Strehle zu Ebersbach-Musbach - Unteres Moos zu Leutkirch im Allgäu - Untereschach zu Ravensburg - Unterfloders zu Bad Wurzach - Untergoldbach zu Argenbühl - Untergreut zu Bad Wurzach - Unterhaid zu Kißlegg - Unterhalden zu Argenbühl - Unterhalden zu Bad Wurzach - Unterhalden zu Vogt - Unterharprechts zu Argenbühl - Unterhaslach zu Bad Wurzach - Unterhelbler zu Amtzell - Unterhitzenlinde zu Leutkirch im Allgäu - Unterhof zu Amtzell - Unterholz zu Wangen im Allgäu - Unterhorgen zu Kißlegg - Unterhueb zu Bad Wurzach - Unteribele zu Amtzell - Unterklöcken zu Ravensburg - Unterkolben zu Bad Wurzach - Unterlimberg zu Bad Wurzach - Unterloch zu Berg - Unterluizen zu Bad Wurzach - Unterlupberg zu Berg - Untermatzen zu Amtzell - Untermeckenhof zu Ravensburg - Untermöllenbronn zu Bad Waldsee - Untermoosweiler zu Wangen im Allgäu - Untermuken zu Aitrach - Unterpfauzenwald zu Bad Wurzach - Unterrauhen zu Aulendorf - Unterried zu Isny im Allgäu - Unterriedgarten zu Kißlegg - Unterrot zu Kißlegg - Untersammisweiler zu Kißlegg - Unterschoren zu Horgenzell - Unterschwaderberg zu Wangen im Allgäu - Unterschwanden zu Bad Wurzach - Unterschwarzach zu Bad Wurzach - Unterselach zu Leutkirch im Allgäu - Unterspießwengen zu Isny im Allgäu - Unterspringen zu Fronreute - Unterstaig zu Argenbühl - Untersteig zu Wangen im Allgäu - Unterstocken zu Bergatreute - Unterstotzen zu Amtzell - Untertiefental zu Kißlegg - Unterurbach zu Bad Waldsee - Untervorholz zu Argenbühl - Unterwagenbach zu Bodnegg - Unterwaldhaus zu Bad Wurzach - Unterwaldhausen - Unterwaldhausen zu Ravensburg - Unterweiher zu Isny im Allgäu - Unterwies zu Kißlegg - Unterwies zu Amtzell - Unterwochenhaus zu Amtzell - Unterwolfsberg zu Ravensburg - Unterzeil zu Leutkirch im Allgäu - Unwert zu Argenbühl - Unwerte zu Bad Wurzach - Urbanstobel zu Horgenzell - Urlau zu Leutkirch im Allgäu - Urlau-Oberösch zu Leutkirch im Allgäu - Urlau-Unterösch zu Leutkirch im Allgäu - Urler zu Argenbühl - Uttenhofen zu Leutkirch im Allgäu - Vallerey zu Argenbühl - Veesers zu Wolfegg - Veitsburg zu Ravensburg - Vesterhof zu Leutkirch im Allgäu - Viehweide zu Leutkirch im Allgäu - Vockenweiler zu Berg - Vogelberg zu Leutkirch im Allgäu - Vogelhäusle zu Ravensburg - Vogelherd zu Aitrach - Vogelhof zu Leutkirch im Allgäu - Vogelplatz zu Aulendorf - Vogelsang zu Aulendorf - Vogelsang zu Leutkirch im Allgäu - Vogelsang zu Amtzell - Vogler zu Ravensburg - Vogt - Volkertshaus zu Bad Waldsee - Vorderberg zu Leutkirch im Allgäu - Vorderer Spitalhof zu Leutkirch im Allgäu - Vorderhub zu Kißlegg - Vorderköhr (Oberköhr) zu Kißlegg - Vordermoos zu Kißlegg - Vorderochsen zu Weingarten - Vorderreischach zu Leutkirch im Allgäu - Vordersolbach zu Ravensburg - Vorderstriemen zu Leutkirch im Allgäu - Vorderurbach zu Bad Waldsee - Vorderweißenried zu Ravensburg - Vorderwiddum zu Waldburg - Vorsee zu Wolpertswende - Wachter zu Wangen im Allgäu - Wächters zu Isny im Allgäu - Waffenried zu Kißlegg - Wagensperre zu Bodnegg - Wagner zu Argenbühl - Wagner zu Isny im Allgäu - Waibelhof zu Argenbühl - Waidach zu Isny im Allgäu - Waidenhofen zu Ravensburg - Waidhalden zu Ravensburg - Waizenhof zu Aichstetten - Wald zu Argenbühl - Wald zu Leutkirch im Allgäu - Wald zu Aitrach - Waldacker zu Bad Waldsee - Waldbad zu Baienfurt - Waldbauer zu Leutkirch im Allgäu - Waldburg - Wälde zu Horgenzell - Waldeck zu Vogt - Waldfeld zu Bad Wurzach - Waldheim zu Weingarten - Waldhof zu Leutkirch im Allgäu - Waldhörnle zu Leutkirch im Allgäu - Wallenhaus zu Grünkraut - Wallenreute zu Aulendorf - Wallmusried zu Kißlegg - Wälschenhof zu Wangen im Allgäu - Wälschers zu Argenbühl - Wälsches zu Wangen im Allgäu - Waltershofen zu Kißlegg - Wangen zu Wangen im Allgäu - Wangenbäuerle zu Bad Wurzach - Wannenberg zu Aulendorf - Wart zu Horgenzell - Wäsch zu Wolfegg - Wasserstall zu Bad Waldsee - Watt zu Hoßkirch - Watt zu Wangen im Allgäu - Weberhäusle zu Baienfurt - Weberjörgen zu Argenbühl - Weberlis zu Bad Wurzach - Wechsetweiler zu Horgenzell - Weeg zu Bodnegg - Wehrlang zu Isny im Allgäu - Weidach zu Isny im Allgäu - Weidach zu Leutkirch im Allgäu - Weidenhof(bauer) zu Ravensburg - Weidet zu Bad Wurzach - Weiherbauer zu Argenbühl - Weiherbauer zu Bad Wurzach - Weiherhaus zu Fronreute - Weiherhof zu Leutkirch im Allgäu - Weiherhof zu Horgenzell - Weihermühle zu Riedhausen - Weihers zu Argenbühl, Teilort Eisenharz - Weihers zu Argenbühl, Teilort Ratzenried - Weihers zu Bodnegg - Weihers zu Wangen im Allgäu - Weihers zu Amtzell - Weihersmühle zu Leutkirch im Allgäu, Teilort Gebrazhofen - Weihersmühle zu Leutkirch im Allgäu, Teilort Gebrazhofen - Weiherstobel zu Ravensburg - Weiler zu Berg - Weiler zu Wangen im Allgäu - Weilers zu Kißlegg - Weingarten zu Kißlegg - Weingarten - Weingartshof zu Ravensburg - Weipoldshofen zu Leutkirch im Allgäu - Weißenau zu Ravensburg - Weißenbach zu Amtzell - Weißenbauren zu Leutkirch im Allgäu - Weißenbronnen zu Wolfegg - Weißenbühl zu Argenbühl - Weißenhaus zu Wangen im Allgäu - Weißenhof zu Argenbühl - Weißenhof zu Wangen im Allgäu - Weißes zu Wangen im Allgäu - Weißweber zu Leutkirch im Allgäu - Weitershofen zu Kißlegg - Weitfeldhof zu Wilhelmsdorf - Weitprechts zu Bad Wurzach - Welprechts zu Wangen im Allgäu - Welschen zu Leutkirch im Allgäu - Welte zu Weingarten - Wendenreute zu Guggenhausen - Wendenreute zu Unterwaldhausen - Wengen zu Fronreute - Wengen zu Kißlegg - Wengenreute zu Bad Wurzach - Wenige zu Bad Wurzach - Wernersberg zu Amtzell - Wernsreute zu Ravensburg - Wetzisreute zu Schlier - Wickenhaus zu Baindt - Widdach zu Bodnegg - Widdum zu Bodnegg - Widmannsbronn zu Waldburg - Wielatsried zu Fronreute - Wielazhofen zu Leutkirch im Allgäu - Wiesen zu Bad Wurzach - Wiesen zu Wangen im Allgäu - Wiesenhofen zu Fronreute - Wiesental zu Leutkirch im Allgäu - Wiesentann zu Fronreute - Wieser zu Amtzell - Wiesflecken zu Amtzell - Wiesholz zu Vogt - Wiggenreute zu Kißlegg - Wilhelmsdorf - Wilhelmskirch zu Horgenzell - Willatz zu Argenbühl - Willerazhofen zu Leutkirch im Allgäu - Willerazhofer Bad zu Leutkirch im Allgäu - Willis zu Bad Wurzach - Windbühl zu Vogt - Windhag zu Kißlegg - Windhäusern zu Wangen im Allgäu - Winkel zu Kißlegg - Winkelbauren zu Bad Wurzach - Winkelmühle zu Amtzell - Winneberg zu Kißlegg - Winnenden zu Ebersbach-Musbach - Winnis zu Isny im Allgäu - Winterazhofen zu Leutkirch im Allgäu - Winterbach zu Horgenzell - Winterbrandhof zu Bad Wurzach - Winterheidhof zu Bad Wurzach - Winteröhr zu Bodnegg - Winterstetten zu Leutkirch im Allgäu - Wippenreute zu Ravensburg - Witschwende zu Bergatreute - Witzenstaig zu Argenbühl - Witzmanns zu Bad Wurzach - Wochenhaus zu Amtzell - Wohnried zu Wangen im Allgäu - Wolfartsweiler zu Bad Wurzach - Wolfatz zu Wangen im Allgäu - Wolfaz zu Wangen im Allgäu - Wolfbühl zu Isny im Allgäu - Wolfbühler Berg zu Isny im Allgäu - Wolfbühler Weg zu Isny im Allgäu - Wolfegg - Wolferatshofen zu Leutkirch im Allgäu - Wolferazhofer Bad zu Leutkirch im Allgäu - Wolfertsreute zu Hoßkirch - Wolfgelts zu Kißlegg - Wölflisberg zu Bad Wurzach - Wolfsberg zu Ravensburg - Wolfsbühl zu Wilhelmsdorf - Wolfshalden zu Wilhelmsdorf - Wolfshaus zu Wangen im Allgäu - Wolfwinkel zu Bad Wurzach - Wolketsweiler zu Horgenzell - Wollmadingen zu Amtzell - Wollmarshofen zu Bodnegg - Wolpertsheim zu Bad Waldsee - Wolpertswende - Wucherer zu Kißlegg - Wuchermoos zu Kißlegg - Wuchzenhofen zu Leutkirch im Allgäu - Wuhr zu Wangen im Allgäu - Wuhrmühle zu Kißlegg - Wurzach zu Bad Wurzach - Wurzenmaier zu Berg - Wüstenberg zu Amtzell - Zaisenhofen zu Kißlegg - Zaun zu Argenbühl - Zaunmühle zu Argenbühl - Zehhof zu Aichstetten - Zehmanns zu Bad Wurzach - Zeihers zu Wangen im Allgäu - Zell zu Isny im Allgäu - Zellers zu Argenbühl - Ziegelbach zu Bad Wurzach - Ziegelbrunnen zu Aichstetten - Ziegelei zu Bad Wurzach - Ziegelhof zu Aulendorf - Ziegelhütte zu Boms - Ziegelhütte zu Wangen im Allgäu - Ziegelhütte zu Wilhelmsdorf - Ziegelstadel zu Isny im Allgäu - Ziegelstadel zu Isny im Allgäu, Teilort Neutrauchburg - Ziegelstadel zu Leutkirch im Allgäu - Ziegler zu Bad Wurzach - Ziegolz zu Bad Wurzach - Ziesel zu Bad Wurzach - Zimmerberg zu Argenbühl - Zimmerjock zu Bad Wurzach - Zimmermann zu Bad Wurzach - Zimmermannshof zu Argenbühl - Zimmermartin zu Bad Wurzach - Zingerlesmühle zu Bad Wurzach - Zinsländer zu Ravensburg - Zippern zu Fleischwangen - Zogenweiler zu Horgenzell - Zollenreute zu Aulendorf - Zollhaus zu Leutkirch im Allgäu - Zuber zu Amtzell - Zuberg zu Berg - Zundelbach zu Schlier - Zürnen zu Wolfegg - Zurwies zu Wangen im Allgäu - Zußdorf zu Wilhelmsdorf - Zwings zu Bad Wurzach |

| ↑ Zurück zum Inhaltsverzeichnis |